# Lac Thousand Island
Le lac Thousand Island (en français, lac des mille îles) est un lac américain situé dans la Sierra Nevada, en Californie. Il est intégré à l'Ansel Adams Wilderness et tient son nom des très nombreux rochers qui parsèment sa surface.

## Traduction
- (en) Cet article est partiellement ou en totalité issu de l’article de Wikipédia en anglais intitulé « Thousand Island Lake » (voir la liste des auteurs).